# Rade Dumanić
Rade Dumanić (Split, 1918. – Split, 18. svibnja 2008.), hrvatski političar i splitski gradonačelnik (1955. – 1963.), jedan od najzaslužnijih ljudi za posljeratni razvoj Splita. Za njegova mandata grade se i adaptiraju brojne škole, poliklinika, rekonstruira se stara bolnica, zgrada direkcije brodogradilišta i obnavljaju se ratom porušeni objekti.